# Patriz Ilg
Patriz Ilg (* 5. prosince 1957, Aalen) je bývalý německý atlet, jehož specializací byl běh na 3000 metrů překážek, tzv. steeplechase, mistr světa z roku 1983.

## Sportovní kariéra
Jeho speciální disciplínou byl běh na 3000 metrů překážek. Na mistrovství Evropy v Praze v roce 1978 získal na této trati stříbrnou medaili, o čtyři roky později v Athénách na evropském šampionátu zvítězil. Zlatou medaili v běhu na 3000 metrů překážek získal rovněž při premiéře mistrovství světa v Helsinkách v roce 1983. Jeho vítězný čas 8:15,06 zároveň znamenal jeho osobní rekord. Třetí medaili z mistrovství Evropy – tentokrát bronzovou – získal v roce 1986 ve Stuttgartu.
Úspěšný byl rovněž v halových závodech. Na trati 3000 metrů se v roce 1982 stal v Miláně halovým mistrem Evropy. Byl osminásobným mistrem SRN v běhu na 3000 metrů překážek a čtyřnásobným halovým mistrem své země v běhu na 3000 metrů.